# Kafundanga Chingunji
Samuel Piedoso "Kafundanga" Chingunji, também conhecido como Kapessi Kafundanga (Soio, 11 de setembro de 1936 — Mongu, Zâmbia, 24 de janeiro de 1974), foi um militar angolano.
Kafundanga Chingunji era filho de Eduardo Jonatão Chingunji, um professor e educador das escolas da Missão da Chissamba, que foi importante líder anticolonial. Seus irmãos eram David Chingunji e Tito Chingunji, também lideranças anticoloniais.
Concluiu o 7º ano do ensino secundário no início da década de 1960. Havia ganhado uma bolsa para estudar no Canadá, mas as atividades políticas de seu pai, Eduardo Jonatão Chingunji, fez com que a Polícia Internacional e de Defesa do Estado (PIDE) o monitorasse e o impedisse de deixar o país. Preferiu ingressar na tropa portuguesa de onde saiu em 1965. Depois disso, mobilizado pelo seu pai, participou da fundação da União Nacional para a Independência Total de Angola (UNITA).
Co-fundador da UNITA, serviu como o primeiro Chefe do Estado-Maior das Forças Armadas de Libertação de Angola (FALA), o braço armado do partido. Kafundanga, seu pai e seus irmãos são chamados "os patriarcas da família Chingunji". Fundaram uma dinastia política influente utilizando como base territorial o Planalto Central de Angola.

## Morte
Oficialmente, Kafundanga Chingunji morreu de malária cerebral na localidade de Mongu, nas proximidades da fronteira de Angola com a Zâmbia. A sua esposa e outras pessoas que viram seu corpo dizem que alguém envenenou Kafundanga Chingunji. Mais tarde, rumores alegaram que Jonas Savimbi, chefe da UNITA, ordenou o seu assassinato.

## Vida pessoal
Seu filho, Dinho Chingunji, também seguiu carreira política.